# ピオベルジン
ピオベルジン（Pyoverdines、稀にpyoverdins、Pvd)とは、水溶性の黄緑の蛍光性色素の一種である化学物質である。ある種のシュードモナス属菌種によって産生される蛍光性シデロホアの一種であり、重要な病原性因子の一つである。産生主である病原菌に向けて、栄養素（鉄など）の供給、産生主の病原性因子（菌体外毒素Aやタンパク質分解酵素PrpLなど）の制御、バイオフィルムの形成の援助、および毒性の強化といった役割を持つ。
ピオベルジンは、薬剤耐性菌へ抗生物質を届けるトロイの木馬分子として利用方法が検証されている。そのほか、植物へ銅などの無機栄養素の補給促進に使われたり、鉄などの金属の存在を分析するための蛍光レポーター分子として利用されたりしている。菌株によって分子中のペプチド鎖は異なり、シュードモナス種を特定したり特徴付けたりするためのマーカー分子としての可能性もある。

## 生物学での役割
他のシデロホア同様、ピオベルジンは微生物によって産生され、環境中へと分泌される。産生と分泌の引き金は細胞中の鉄濃度であり、これが特定の閾値を下回った時に引き金が引かれる。シデロホアは一般に三価鉄に対して非常に強い結合活性を有し、なおかつ金属との錯体は水溶性を示す。環境中の鉄分を水に溶かし、細胞に吸収可能にする。土壌中の鉄はほぼ難溶性の三価鉄として存在するため、シデロホアなしに土壌微生物と陸棲植物は生育に十分な量の鉄を摂取することはできない。
生産主の成長促進効果以外にも、ピオベルジンには様々な役割がある。病原性の制御、鉄の利用可能性の抑制による他の競合細菌の生育の阻害、有害な重金属の隔離によるその毒性の回避などである。

## 構造と特徴
ピオベルジンはペプチド鎖の配列によりタイプ（siderotype）が異なり、これまで100以上のタイプが発見されている。そのすべてが共通の性質を有している。ピオベルジンの構造は3つの部位に分けられ、ジヒドロキシキノリンの核、菌株間で異なる6-14個のアミノ酸から成るペプチド、および側鎖である。側鎖は通常、クエン酸回路で合成された4-5個の炭素のα-ケト酸である。ピオベルジンの黄色の発色と蛍光はその核に由来する。

### 構造
ジヒドロキシキノリンの核は(1S)-5-アミノ-2,3-ジヒドロ- 8,9-ジヒドロキシ-1H-ピリミド[1,2-a]キノリン-1-酢酸を含む。この部分はあらゆるピオベルジンで変わらない。
この核は、6-14個のアミノ酸から成るペプチドで修飾されている。このペプチドは核の発色団に付加されており、非リボソームペプチドの合成過程を通して合成される。他の非リボソームペプチドと同様に、修飾ペプチドはD-アミノ酸や、N-5-ホルミル-N-5-ヒドロキシオルニチンといった特殊アミノ酸をしばしば含んでいる。修飾ペプチドは部分的に、あるいは全体的に環化している。ヒドロキサム酸やヒドロキシ酢酸のどちらかまたは両方を介した六座配位結合を行う4つの部位を提供する。この部位は、鉄ーピオベルジン複合体が細胞中へ輸送する鉄ーピオベルジン複合体受容体（FpvA）との相互作用において重要である。シュードモナス属菌株が産生するペプチドは全て同じである。
ピオベルジンにはそれぞれ異なるケト酸側鎖が結合している。現在までピオベルジンとしてコハク酸／スクシンイミド、グルタミン酸、グルタル酸、リンゴ酸／リンゴ酸アミド、およびα-ケトグルタル酸が発見されている。しかし、ケト酸側鎖の機能や重要性についてはっきりしていることは少ない。
| 種                    | 菌株             | ピオベルジンの修飾ペプチドの構造                          |
| --------------------- | ---------------- | --------------------------------------------------------- |
| P. aeruginosa         | ATCC15692 (PAO1) | Q-DSer-Arg-DSer-FoOHOrn-c(Lys-FoOHOrn-Thr-Thr)            |
| P. aeruginosa         | ATCC27853        | Q-DSer-FoOHDOrn-Orn-Gly-aDThr-Ser-cOHOrn                  |
| P. aeruginosa         | Pa6              | Q-DSer-Dab-FoOHOrn-Gln-DGln-FoOHDOrn-Gly                  |
| P. chlororaphis       | ATCC9446         | Q-DSer-Lys-Gly-FoOHOrn-c(Lys-FoOHDOrn-Ser)                |
| P. fluorescens bv.I   | ATCC13525        | Q-DSer-Lys-Gly-FoOHOrn-c(Lys-FoOHDOrn-Ser)                |
| P. fluorescens bv.I   | 9AW              | Q-DSer-Lys-OHHis-aDThr-Ser-cOHOrn                         |
| P. fluorescens bv.III | ATCC17400        | Q-DAla-DLys-Gly-Gly-OHAsp-DGln/Dab-Ser-DAla-cOHOrn        |
| P. fluorescens bv.V   | 51W              | Q-DAla-DLys-Gly-Gly-OHDAsp-DGln-DSer-Ala-Gly-aDThr-cOHOrn |
| P. fluorescens bv.V   | 1W               | Q-DSer-Lys-Gly-FoOHOrn-c(Lys-FoOHDOrn-Ser)                |
| P. fluorescens bv.V   | 10CW             | Q-DSer-Lys-Gly-FoOHOrn-c(Lys-FoOHDOrn-Ser)                |
| P. fluorescens bv.VI  | PL7              | Q-DSer-AcOHDOrn-Ala-Gly-aDThr-Ala-cOHOrn                  |
| P. fluorescens bv.VI  | PL8              | Q-DLys-AcOHDOrn-Ala-Gly-aDThr-Ser-cOHOrn                  |
| P. fluorescens        | 1.3              | Q-DAla-DLys-Gly-Gly-OHAsp-DGln/Dab-Gly-Ser-cOHOrn         |
| P. fluorescens        | 18.1             | Q-DSer-Lys-Gly-FoOHOrn-Ser-DSer-Gly-c(Lys-FoOHDOrn-Ser)   |
| P. fluorescens        | CCM 2798         | Q-Ser-Dab-Gly-Ser-OHDAsp-Ala-Gly-DAla-Gly-cOHOrn          |
| P. fluorescens        | CFBP 2392        | Q-DLys-AcOHDOrn-Gly-aDThr-Thr-Gln-Gly-DSer-cOHOrn         |
| P. fluorescens        | CHA0             | Q-Asp-FoOHDOrn-Lys-c(Thr-Ala-Ala-FoOHDOrn-Lys)            |
| P. putida bv. B       | 9BW              | Q-DSer-Lys-OHHis-aDThr-Ser-cOHOrn                         |
| P. putida             | CFBP 2461        | Q-Asp-Lys-OHDAsp-Ser-aDThr-Ala-Thr-DLys-cOHOrn            |
| P. tolaasii           | NCPPB 2192       | Q-DSer-Lys-Ser-DSer-Thr-Ser-AcOHOrn-Thr-DSer-cOHDOrn      |

### 特性
蛍光性を有し、特徴的な励起および発光スペクトルを示す。生理的リガンドである鉄と結合すると高速かつ強力に消光する。励起およびモル吸光率は中程度のpH依存性を示し、一方、蛍光はpHに依存しない。分光吸収は蛍光とは異なり、鉄との結合でほとんど消光しない。このため、分子緩和の機構は電磁放射ではなく振動だと考えられている。
ピオベルジンはその6個の酸素原子（ジヒドロキシキノリンに2個、骨格中の2つのアミノ酸にそれぞれ2個）により鉄と六座配位する。この結果、非常に窮屈な八面体形分子構造が作られ、鉄との結合を邪魔する水や他の分子の侵入は防がれる。典型的には、ピオベルジンに結合された第二鉄は、第一鉄への還元により放出される。第二鉄と異なり、第一鉄へのピオベルジンの結合活性は109 M-1と非常に低いためである。還元後、第一鉄は他の輸送体に引き渡され、鉄を失ったピオベルジンは引き続き細胞内外へ輸送されて利用される。

## 生合成
シュードモナス属Pseudomonasのゲノムにおいて、ピオベルジンの生合成や分泌、吸収、制御を支配する遺伝子は一つまたは三つの遺伝子座に置かれている。生合成に関わる遺伝子pvdは、Pseudomonas aeruginosa PAO1において14個発見されている。
ピオベルジンの生合成と取り込みは二つの細胞質外シグマ因子（extracytoplasmic sigma factor (ECF-σ)）のPvdSとFpvI、および対シグマ因子FpvRによって制御されている。シグマ因子の作用の後、鉄取り込み制御因子Fur（Ferric uptake regulator）の作用および、リプレッサーFpvIによる核様体からのPvdSの隔離により制御が行われる。
ピオベルジンの生合成において不明な点は多い。理由は不明だが、ピオベルジンの生合成は抗がん剤のフルオロウラシルによって、特にRNA代謝の破壊効果を原因として強く阻害される。ピオベルジンの生産能力は菌株ごとに異なり、シュードモナス属の蛍光性株は鉄欠乏状態で200-500 mg/Lの生産能力を示す。

### 核
核の生合成経路ははっきりしていない。pvcCとpvcDの欠損がピオベルジンの生合成を停止させたことから、もともとpvcABCDオペロンによって生合成は行われていると考えられていた。しかし、pvcABCDが関与しているのは別の物質（paerucumarin）の生合成であり、ピオベルジンの生合成には関与していないとする研究結果もある。さらに、いくつかの蛍光性シュードモナス属菌株はピオベルジンの産生能を持つのにかかわらずこのオペロンのホモログを欠いている。
現在、他に考えられている生合成経路は、pvdLがグルタミン酸、2,4,5-トリヒドロキシフェニルアラニン、およびL-2,4-ジアミノ酪酸を組み合わせるというものである。

### ペプチド鎖
ピオベルジンのペプチド鎖の生合成に関わる遺伝子にはpvdHやpvdA、pvdFなどが知られている。これらの遺伝子はペプチド鎖の前駆体や、ピオベルジンの各部分に必要なアミノ酸の合成に関与する。pvdIやpvdJはペプチド鎖同士の組み合わさりに直接関わる。pvdD はペプチド鎖合成を停止させて前駆体を細胞質へと放出させる。
ペプチド鎖の生合成は非リボソームペプチド合成酵素によって、修飾は細胞質と恐らくペリプラズムで合成酵素の随伴酵素によって行われる。

### ケト酸
ケト酸は、D-チロシン、L-2,4-ジアミノ酪酸、およびL-グルタミン酸から核の発色団が合成された際、L-グルタミン酸として核に取り込まれる。この後に何らかの過程を経て、このL-グルタミン酸の一部は他のケト酸（α-ケトグルタル酸、コハク酸/スクシンイミド）に変換される。

### 成熟と細胞外輸送
ピオベルジンの細胞外輸送は、Pvdタンパク質の多くがペリプラズムとその外膜（PvdNやPvdO、PvdP、PvdQなど）に移動した後に起こると考えられている。この移動は、ABC輸送体の相同体であるPvdEによって行われると予想されている。未熟ピオベルジンの成熟化はペリプラズムで起こる。完全に成熟するとピオベルジンはPvdRT-OpmQ排出ポンプで輸送される。ただし、細胞外への輸送は未熟ピオベルジンがどの程度まで成熟すれば行われるかは不明である。

## 化学合成
ピオベルジンの全合成法として、P. aeruginosa PAO1を用いた方法と、ペプチド固相合成法が報告されている。ペプチド固相合成法では収率は48%以上と高い。また、抗菌成分を付加したピオベルジンの創出を可能にすると期待されている。

## 病原性への効果
ピオベルジンは、カエノラブディティス・エレガンス(Caenorhabditis elegans)やハツカネズミなど多くの生物の火傷個体や肺炎個体などにおいて発病に要求される。緑膿菌Pseudomonas aeruginosaは他の生物への感染にピオベルジンを必要とする。
ピオベルジンはいくつかの発病要素に寄与する。それには、ピオベルジン自身、翻訳を停止させる外毒素A、およびタンパク質分解酵素のPrpLの生合成の制御も含む。必須ではないが、病原性に重要なバイオフィルムの形成と発展を助ける。
ヒトを含むある種の生物はシデロホア産生細菌の感染を防ぐために、neutrophil-gelatinase-associated lipocalin (NGAL)を産生する。NGALはシデロホアと結合して除去する。しかし、NGALはエンテロバクチンと結合するが、ピオベルジンには結合しない。こうして、ピオベルジンはNGALによる防御機構を回避する。
ピオベルジン自身も様々な形態の毒性を示す。シュードモナス・フルオレッセンス(Pseudomonas fluorescens)由来のピオベルジンは哺乳動物の白血球に対して毒性を持ち、この毒性は少なくとも部分的に活性酸素種に依存する。ピオベルジンはそれ単体でC. elegans を死滅させるのに十分な毒性を有する。C. elegansの細胞に侵入し、ミトコンドリア動態を不安定にし、低酸素症を誘発させる。ピオベルジンによる低酸素症に伴う応答は、HIF-1タンパク質による症状と一致している。このことから、アデノシン三リン酸の合成のための生体分子の不足が作用機序の一部であると考えられている。

## 歴史
- 1850s 創傷被覆材から青緑色の発色をSedillotが指摘。
- 1860 Fordosにより創傷被覆材からピオベルジン（当時は未命名）が抽出される。
- 1862 Luckeの顕微鏡観察によりピオベルジンと細菌との関連が指摘される。
- 1882 Carle Gessardは現在のPseudomonas aeruginosa （当時名称:Bacillus aeruginosa）を初めて純培養し、『包帯の青と緑の着色について』（原題:On the Blue and Green Coloration of Bandages）で報告した。
- 1889 Bouchardは炭疽菌Bacillus anthracis に感染したウサギにP. aeruginosa を注射すると、炭素の発生が防止されたことを観察した。
- 1889 Bouchardは紫外線下でのピオベルジンの蛍光をは発見した。
- 1948, 1952 ピオベルジンおよび鉄の濃度に相互作用があることが初めて観察された。
- 1978 Meyerらは鉄獲得におけるピオベルジンの役割を初めて実証した。
- 1980s–1990s 構造と制御機構が初めて考案された。
- 1999 鉄との結合による消光が初めて観察された。